# Cray Valley Paper Mills F.C.
Cray Valley Paper Mills F.C. là một câu lạc bộ bóng đá Anh đến từ Eltham, Royal Borough of Greenwich. Đội bóng đang thi đấu ở Southern Counties East League.

## Lịch sử
Cray Valley Paper Mills Football Club được thành lập năm 1919, thi đấu trận đầu tiên vào ngày 20 tháng 9 năm 1919 với Hamilton House, và Cray giành chiến thắng. Đội bóng vô địch Kent Junior Cup năm 1921. Câu lạc bộ chơi ở Paper Mills nơi được nhà Nash sở hữu. Màu áo của câu lạc bộ là màu của Paper Mills, xanh lục và trắng. Gia đình này tài trợ cho câu lạc bộ và sân vận động cho đến khi đóng cửa năm 1980. Năm đó họ lần thứ 2 vô địch Kent Junior Cup.
Cray Valley PM FC tiếp tục thi đấu sau khi đóng cửa của Mills, và thi đấu ở nhiều giải khác nhau trên các sân khác nhau, trước khi cuối cùng chuyển đến Badgers Sports Club tại Eltham.
Câu lạc bộ gia nhập Spartan South Midlands League mùa giải 1991–92 và trở thành đội sáng lập Division One South mùa giải 1997–98. Trong mùa giải duy nhất ở giải đấu này họ về đích thứ 2, trước khi rời giải để trở thành đội sáng lập London Intermediate League. Năm 2001, đội rời giải để gia nhập Kent County League Division One West, nơi họ vô địch ngay mùa giải đầu tiên. Điều này giúp đội bóng thăng hạng Premier Division, và The Mills vô địch mùa giải 2004–05. Sau khi về đích thứ 3 mùa giải 2010–11, đội bóng được thăng hạng Kent League sau khi lúc đầu đăng ký vào được giải mới Kent Invicta Football League. Việc di chuyển của Sporting Bengal United đến Essex Senior League làm cho sự thay đổi này khả thi, mặc dù Cray Valley thiếu khán đài hoặc dàn đèn để đáp ứng tiêu chuẩn của Kent League. Tuy nhiên, điều kiện sân bãi đã được đáp ứng vào tháng 3 năm 2012 và câu lạc bộ đang thi đấu tại một trong những sân vận động hiện đại nhất giải đấu.
Cray sẽ kỉ niệm 100 năm thành lập vào năm 2019.

## Sân vận động
Cray Valley Paper Mills chơi trên sân nhà Badgers Sports ground, Middle Park Avenue, Eltham, SE9 5HT.

## Danh hiệu
- Kent County League Premier Division[1]
  - Vô địch 2004–05
- Kent County League Division One West
  - Vô địch 2002–03
- Spartan South Midlands League Division One South
  - Á quân 1997–98
- London Intermediate Cup:[2]
  - Vô địch (2): 2002–03, 2003–04
  - Á quân (2): 1998–99, 2004–05
- Kent Junior Cup
  - Vô địch (2): 1921–22, 1980–81